# Стад де ла Мено
«Стад де ла Мено» (фр. Stade de la Meinau) — футбольний стадіон у Страсбурзі, Франція, домашня арена ФК «Страсбург».
Футбольне поле було відкрите у 1906 році, як стадіон відкритий 1914 року. У 1921, 1931, 1951, 1979–1984 роках стадіон розширювався. У 2001 році було проведено капітальний ремонт.